# Hidden Orchestra
Hidden Orchestra è il progetto solista in studio del polistrumentista, compositore e produttore scozzese Joe Acheson, i cui album e spettacoli dal vivo includono musicisti ospiti provenienti da diversi background musicali. Formatisi a Edimburgo, oltre ad Acheson sono membri regolari della band Poppy Ackroyd (violino / pianoforte) e i percussionisti Tim Lane e Jamie Graham.

## Biografia
L'album di debutto di Hidden Orchestra è stato Night Walks, rilasciato nel settembre 2010 dalla Tru Thoughts. Nell'album si trovano influenze di jazz, musica classica, Drum and bass, rock e hip hop. Sono presenti musicisti ospiti, combinando improvvisazione, suoni naturali ed effetti elettronici.
A settembre 2010 BBC Radio 1 ha scelto Night Walks come album del mese. Nel gennaio 2011, invece, è stata pubblicata una versione deluxe in vinile dalla Denovali .
L'album Archipelago, pubblicato nel 2012, mostra invece influenze dalla musica Sufi, dal jazz modale, dal progressive rock e dai suoni degli uccelli e del vento. Il successo dell'album ha portato a due album di remix.
Nel 2017 è stato poi pubblicato l'album Dawn Chorus da parte della Tru Thoughts.

## Stile musicale
La tecnica di produzione di Acheson è quella di registrare i musicisti individualmente, per poi combinare le registrazioni in uno studio come se i musicisti facessero parte di un'orchestra. Usa registrazioni sul campo, basso, batteria e percussioni.

## Discografia
Album in studio
- Night Walks (2010)
- Archipelago (2012)
- Dawn Chorus (2017)
- To Dream Is to Forget (2023)

EP
- Flight (2011)

Remix
- Archipelago Remixes (2013)
- Reorchestrations (Denovali, 2015)
- Wingbeats (2016)
- Dawn Chorus Remix Collection (2018)[3]

Live
- Live at Attenborough Centre for the Creative Arts (2019)